# Sungai Raja (Na Ix-X)
Sungai Raja is een bestuurslaag in het regentschap Labuhan Batu Utara van de provincie Noord-Sumatra, Indonesië. Sungai Raja telt 6142 inwoners (volkstelling 2010).